# 쓰가루 노부오키
쓰가루 노부오키(일본어: 津軽信興, つがる のぶおき)(1695년 ~ 1731년 1월 3일)는 히로사키번 5대 번주 쓰가루 노부히사의 맏아들이다. 관위는 종5위하, 우쿄노스케(右京亮), 엣추노카미(越中守)이다.
히로사키번의 적자로 번의 후계자였으나, 번주로 취임하기 전에 사망하였다. 번주 자리는 장남 노부아키(信著)가 이어받았다.